# تشارلز دي ووكر
تشارلز دي ووكر (بالإنجليزية: Charles D. Walker)‏ (و. 1948 – م) هو رائد فضاء من الولايات المتحدة الأمريكية . ولد في بيدفورد .

## ريادة الفضاء
شارك في المهمات الفضائية:
- STS-61-B
- STS-41-D
- STS-51-D.

## التعليم
تعلم في جامعة بوردو